# Unione Sportiva Lecce 1973-1974
Questa voce raccoglie le informazioni riguardanti l'Unione Sportiva Lecce nelle competizioni ufficiali della stagione 1973-1974.

## Divise
| Casa | Trasferta | Trasferta (2ª versione) |

## Rosa
| N. |                   | Ruolo | Calciatore         |
| -- | ----------------- | ----- | ------------------ |
|    | Italia (bandiera) | P     | Alberto Bertonelli |
|    | Italia (bandiera) | P     | Marcello Trevisan  |
|    | Italia (bandiera) | D     | Michele Lorusso    |
|    | Italia (bandiera) | D     | Sergio Brio        |
|    | Italia (bandiera) | D     | Claudio Vellani    |
|    | Italia (bandiera) | D     | Salvatore Di Somma |
|    | Italia (bandiera) | D     | Pasquale Tancredi  |
|    | Italia (bandiera) | D     | Emilio Monaldi     |
|    | Italia (bandiera) | D     | Marco Cozzani      |
|    | Italia (bandiera) | D     | Antonio Tornese    |
|    | Italia (bandiera) | C     | Giorgio Zoff       |

| N. |                   | Ruolo | Calciatore             |
| -- | ----------------- | ----- | ---------------------- |
|    | Italia (bandiera) | C     | Giuseppe Materazzi     |
|    | Italia (bandiera) | C     | Antonio Donadei        |
|    | Italia (bandiera) | C     | Piero Giagnoni         |
|    | Italia (bandiera) | C     | Mauro Pantani          |
|    | Italia (bandiera) | C     | Giuliano Fortunato     |
|    | Italia (bandiera) | C     | Giovanni De Pasquale   |
|    | Italia (bandiera) | A     | Roberto Pellè          |
|    | Italia (bandiera) | A     | Ennio Fiaschi          |
|    | Italia (bandiera) | A     | Giovanni Carlo Ferrari |
|    | Italia (bandiera) | A     | Angelo Carella         |
|    | Italia (bandiera) | A     | Sandro Crispino        |